# Schlossbrauerei Hirschau
Vous pouvez aider à l'améliorer ou bien discuter des problèmes sur sa page de discussion.
- Il ne cite pas suffisamment ses sources. Vous pouvez indiquer les passages à sourcer avec {{référence nécessaire}} ou {{Référence souhaitée}}, et inclure les références utiles en les liant aux notes de bas de page. (Marqué depuis mai 2021)
- Il contient une ou plusieurs listes. Le texte gagnerait à être rédigé sous la forme d’un ou plusieurs paragraphes synthétiques, afin d’être plus agréable à lire. (Marqué depuis mai 2021)

- Archive Wikiwix
- Bing
- Cairn
- DuckDuckGo
- E. Universalis
- Gallica
- Google
- G. Books
- G. News
- G. Scholar
- Persée
- Qwant
- (zh) Baidu
- (ru) Yandex
- (wd) trouver des œuvres sur Wikidata

La Schlossbrauerei Hirschau est une brasserie à Hirschau, dans le Land de Bavière.

## Histoire
Lorsque Andreas Dorfner reprend la propriété de son père Georg Michael Dorfner en 1780, il reprend les droits de brassage auxquels chaque propriétaire de la Schlossbrauerei a droit. Dans la brasserie communale, un nouveau règlement de 1749 autorise la production d'un quart de bière pour 50 florins d'actifs imposables. En 1802, Andreas Dorfner construit une cave en face de la ville.
Le 20 octobre 1812, huit habitants de Hirschau achètent la brasserie communale à la commune et l'ont convertie en une brasserie de société. Au moment de cet achat, Andreas Dorfner acquiert trois des dix actions. Chaque actionnaire brasse et vend la bière indépendamment.
Le 13 décembre 1817, Andreas Dorfner achète le château de Hirschau. En 1819, il fait construire une brasserie dans le jardin du château, la brasserie devient une Schlossbrauerei.
Cinq ans après que son fils Florian Dorfner reprend la brasserie, les tempêtes et les inondations se multiplient à Hirschau. En conséquence, les étangs autour de la ville et l'étang du château sont asséchés. Afin d'avoir suffisamment d'eau pour brasser la bière, il construit une conduite d'eau en bois d'un kilomètre de long ; le bois est ensuite remplacée par du plomb. Après avoir foré un premier puits dans la brasserie en 1914 et un deuxième puits en 1926, la canalisation d'eau est mise hors service en 1920.
En 1874, une malterie est ajoutée dans le cadre d'une expansion. En 1958, l'usine d'embouteillage et la distillerie sont reconstruites, et peu après la cave. En 1967, Franz Dorfner décide de reconstruire complètement la brasserie, qui est achevée en 1969.
Entre 1980 et 1993, sous la direction de la veuve de Franz Dorfner, le restaurant adjacent est transformé en hôtel-château. Franz Dorfner (fils du même nom) dirige l'entreprise familiale depuis 1994, maintenant à la 7e génération.
La nouvelle brasserie est inaugurée en mai 2016. La nouvelle installation permet la production de plus petites quantités de types spéciaux de bière, entre 1 000 et 2 000 litres.

## Production
Les bières produites ne peuvent être achetées que dans la région à la brasserie et dans quelques magasins.
- Dorfner Hell
- Dorfner Pils
- Dorfner Hefeweizen
- Dorfner Kellerbier
- Dorfner König Wenzel Schwarzbier
- Bières saisonnières comme la Festbier ou la Weihnachtsbier.